# Liste von Persönlichkeiten der Stadt Opole
Die folgende Liste enthält Personen, die in der deutschen Stadt (bis 1945) Oppeln und die in der polnischen Stadt (ab 1945) Opole geboren wurden, sowie solche, die zeitweise dort gelebt und gewirkt haben. Die Liste erhebt keinen Anspruch auf Vollständigkeit.

## Ehrenbürger

### Ehrenbürger der Stadt Oppeln (bis 1945)
- Friedrich Ernst von Schwerin (1863–1936), Regierungspräsident des Regierungsbezirks Oppeln

### Ehrenbürger der Stadt Opole (ab 1945)
- Pierre Aarts
- Mieczysław Białkiewicz
- Dieter Bach
- Władysław Bartoszewski
- Krystyna Borowitza
- Arnold Borowitza
- Andrzej Balcerek
- Jakub Błaszczykowski
- Zbigniew Bujak
- Jerzy Buzek
- Elżbieta Dzikowska
- Karl Galling
- Norbert Greger
- Manfred Gerwinat
- Jerzy Grotowski
- Władysław Gomoła
- Karl-Heinz Harbeck
- Irena Hundt
- Hubertus Janas
- Piotr Kapica
- Ryszard Kaczorowski
- Miroslav Klose
- Lothar Kroll
- Dietmar Lenz
- Wiesław Lesiuk
- Jean-Pierre Leleux
- Wanda Łangowska
- Franciszek Mikuła
- Marcin Nowak
- Maciej Nowicki
- Daniel Olbrychski
- Józef Pawliczek
- Teresa Patoła
- Julian Planetorz
- Antoni Piechniczek
- Hans-Gert Pöttering
- Franck-D. Raineri
- Maryla Rodowicz
- Józef Szajna
- Bruno Schultz
- Martin Stohrer
- Tomasz Tomaszewski
- Jerzy Widzyk
- Andrzej Wajda
- Lech Wałęsa
- Joachim Zindler

## In Oppeln geborene Persönlichkeiten

### Bis 1800
- Wladislaus II. (1332–1401), Herzog von Oppeln
- Szymon Bar Jona Madelka (1530–1598), Komponist
- Kaspar Colonna (1594–1666), Offizier
- Gustav von Larisch (um 1745–1810), preußischer Landrat
- Karl Friedrich Ludwig Schäffer (1746–1817), Jurist, Pianist und Komponist
- Johann Josef Wilhelm Lux (1776–1849), deutscher Veterinärmediziner

### 1801 bis 1900

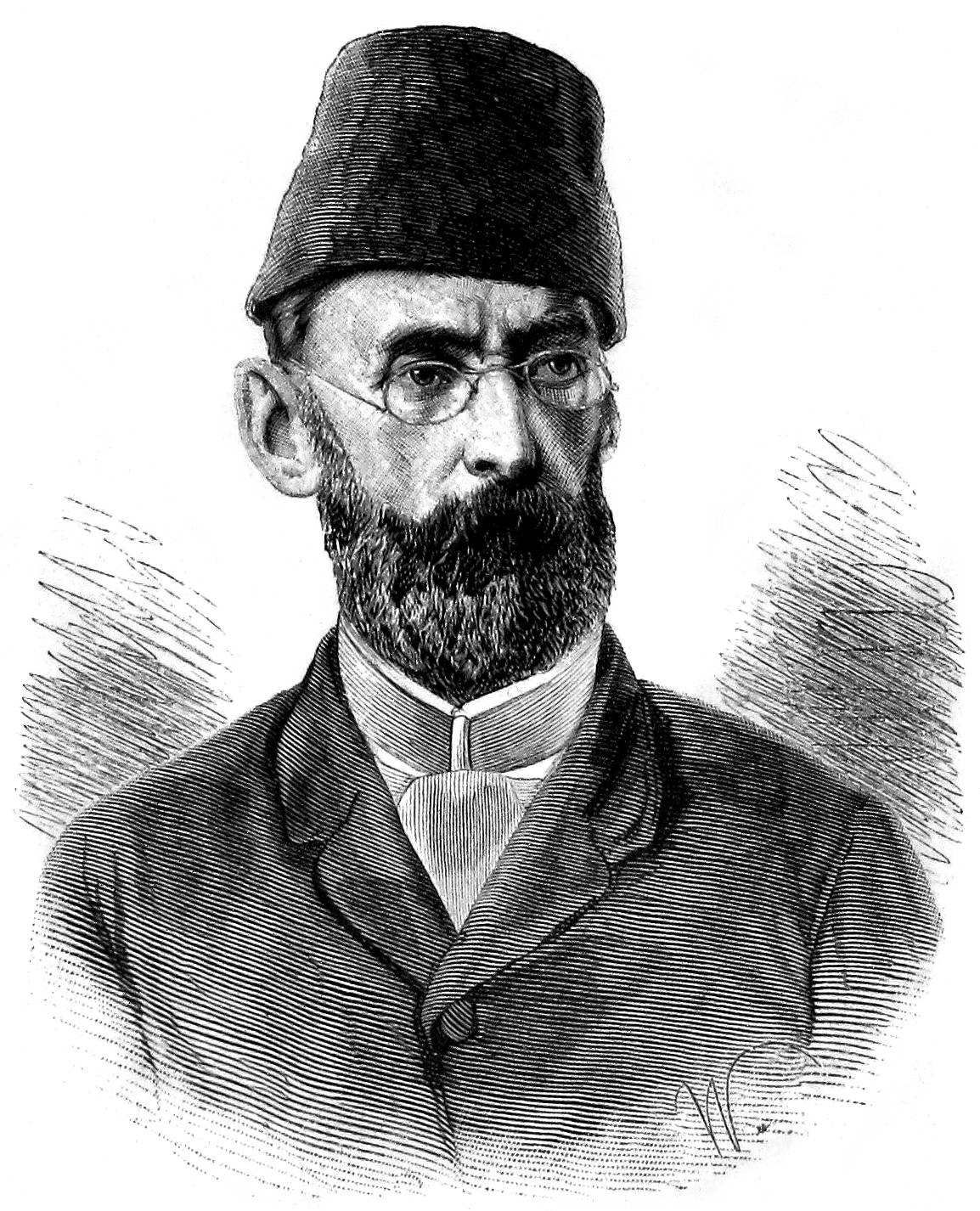
Eduard Schnitzer

- Carl Moritz von Beurmann (1802–1870), Verwaltungsbeamter und Politiker, Mitglied des Preußischen Herrenhauses
- Bronislaw Ferdynand Trentowski (1808–1869), Philosoph, Pädagoge und Journalist
- Franz Seraph Anton Bittner (1812–1888), katholischer Theologe
- August Theodor Müller (1818–1902), königlich preußischer Generalmajor
- Emil Friedrich Julius Sommer (1819–1846), Germanist
- Paul Jakisch (1825–1912), Politiker und Architekt, Stadtrat und Ehrenbürger der Stadt Beuthen
- Edwin von Drenkmann (1826–1904), Jurist, Kronsyndikus und Präsident des Kammergerichts in Berlin
- Hugo Ulrich (1827–1872), Komponist
- Johann Wrobel (1831–1909), österreichischer Altphilologe
- Bernhard Engländer (1832–1905), Reichsgerichtsrat
- Albert Ludwig Ewald (1832–1903), deutscher Forstwissenschaftler und Historiker
- Eduard Schnitzer (1840–1892), Afrikaforscher
- Hugo Koch (1843–1921), Architekt
- Robert Garbe (1847–1932), Pionier des preußischen Lokomotivbaus
- Meyer Cohn (1851–1942), deutscher Rechtsanwalt, Notar und Vorsteher der jüdischen Gemeinde in Rostock
- Rudolf Knietsch (1854–1906), deutscher Chemiker
- Victor Stanislaus Nawatzki (1855–1940), Mitgründer des Bremer Vulkan
- Georg Wentzel (1862–1919), deutscher Klassischer Philologe
- Karl Giehlow (1863–1913), deutscher Kunsthistoriker
- Friedrich Wilhelm Kuhnert (1865–1926), Maler und Illustrator
- Johann Hermann Müller-Tschirnhaus (1867–1957), evangelischer Theologe und Schriftsteller
- Friedrich Münzer (1868–1942), klassischer Philologe, NS-Opfer
- Oscar Slater (1872–1948), britisches Justizopfer (geboren als Oskar Josef Leschziner)
- Carl Mainka (1874–1943), Geophysiker und Hochschullehrer
- Heinrich Hartwig (1875–1945), deutscher Politiker
- Hans Herschel (1875–1930), deutscher Politiker
- Hans Pringsheim (1876–1940), deutscher Chemiker
- Alfred Steinert (1879–1963), Historiker und Archivar
- Hans Bertuch (1880–1946), Verwaltungsjurist und Landrat
- Ernst Berger (1881–1964), Oberbürgermeister von Oppeln (1927 bis 1933)
- Max Wiener (1882–1950), Rabbiner

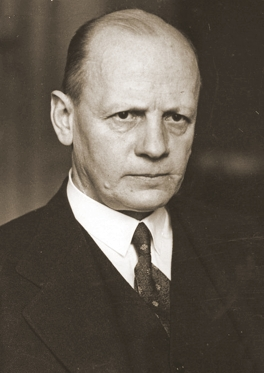
Hans-Adolf von Moltke

- Hans-Adolf von Moltke (1884–1943), Diplomat
- Georg Herlitz (1885–1968), Historiker und Archivar
- Theodor Kaluza (1885–1954), Physiker und Mathematiker
- Ernst Eberstein (1886–1966), Offizier und Flughafendirektor
- Curt Selchow (1886–1967), deutscher Nachrichtenoffizier
- Hans Widera (1887–1972), Wirtschaftsjurist
- Edith Karin (1888–1966), Schauspielerin, Operettensängerin und Hörspielsprecherin
- Friedrich Oppler (1888–1966), deutscher Jurist und Autor
- Carla von Stackelberg (1889–1948), Drehbuchautorin
- Georg Nehrlich (1892–1982), Maler
- Martha Schmidtmann (1892–1981), deutsche Medizinerin und Pathologin
- Heinz-Hellmuth von Wühlisch (1892–1947), Generalleutnant und verurteilter Kriegsverbrecher
- Werner von Bercken (1897–1976), Generalleutnant im Zweiten Weltkrieg
- Robert Heidenreich (1899–1990), Archäologe
- Otto Berger (1900–1985), deutscher Zahnmediziner, Gerechter unter den Völkern
- Alfons Hayduk (1900–1972), Schriftsteller
- Gerhard Schrader (1900–1949), Rechtsmediziner und Hochschullehrer
- Karl von Rumohr (1900–1967), Landrat, Präsident des Bundesverwaltungsamts

### 1901 bis 1945
- Erich Rocholl (1901–1978), deutscher Politiker
- Emil Berger (1902–1975), Rechtswissenschaftler, Richter am Bundesfinanzhof
- Hanna Jursch (1902–1972), Theologin
- Herbert Kroll (1902–1985), Schauspieler und Rundfunkregisseur
- Gerhard Meisel (1903–1979), Keramiker
- Jan Fethke (1903–1980), Filmregisseur, Drehbuchautor und Esperanto-Schriftsteller
- Alfred Jonas (1903–nach 1944), deutscher Politiker
- Ruth Seydewitz (1905–1989), Journalistin und Schriftstellerin
- Hanns Gringmuth-Dallmer (1907–1999), Historiker und Archivar
- Gerhard Neumann (1907–2004), Maler und Grafiker
- Hans-Dietrich Ernst (1908–1986), deutscher Jurist, SS-Sturmbannführer und SD-Mitarbeiter
- Friedrich Leinert (1908–1975), deutscher Komponist
- Hubertus Lossow (1911–2011), Kunsthistoriker und Sachbuchautor
- Rudolf Müller (1912–2009), Politiker (CSU) und Landrat
- Walter Geisler (1913–1979), Heldentenor
- Hans-Joachim Schulz-Merkel (1913–2000), Sanitätsoffizier und Medizinalbeamter
- Christian-Friedrich Menger (1915–2007), deutscher Rechtswissenschaftler
- Klaus Miehlke (1916–2009), deutscher Internist
- Wolfgang Horn (1919–2004), Psychologe und Hochschullehrer

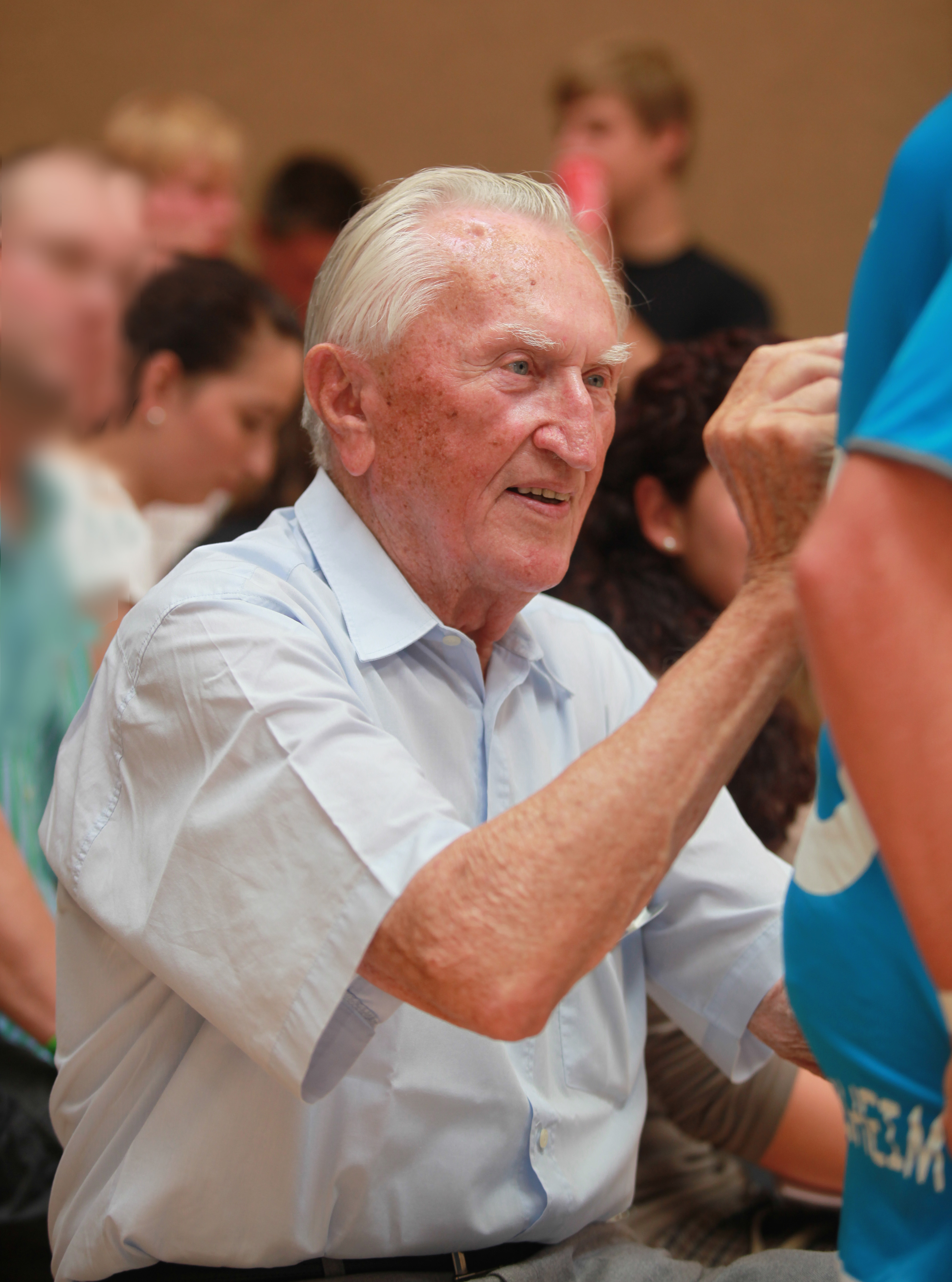
Bernhard Kempa

- Bernhard Kempa (1920–2017), Handballer, Erfinder des Kempa-Tricks
- Ilka Boll (1923–1985), Dramaturgin und Übersetzerin
- Klaus Brisch (1923–2001), deutscher Islamarchäologe
- Hanne Glodny (1924–2015), Medizinerin und Person der sozialen Arbeit
- Erich Klose (1926–2019), Handballspieler und -trainer
- Norbert Jaeschke (1927–2018), Diplomat der DDR
- Werner Marschall (1927–2021), katholischer Theologe und Kirchenhistoriker
- Jochen Kusber (1928–2020), Maler und Bildhauer
- Günter Berger (1929–2023), Komponist, Organist und Hochschullehrer
- Hans-Busso von Busse (1930–2009), deutscher Architekt und Hochschullehrer
- Jürgen Roloff (1930–2004), evangelischer Neutestamentler
- Herbert Kaliga (1931–2024), Pianist
- Norbert Morciniec (* 1932), polnischer Professor im Fachbereich Germanistik und Niederlandistik
- Bernhard von Busse (1932–2010), deutscher Architekt
- Peter Badura (1934–2022), Rechtswissenschaftler
- Peter P. Böhm (1934–2015), Rechtswissenschaftler und Bibliothekar
- Horst Hagen (1934–2019), Jurist und Richter am Bundesgerichtshof
- Günter Sockel (1934–2014), Maler
- Joachim Hubertus Nowack (* 1935), Politiker (CDU)
- Werner Glaubitz (1936–2024), Jurist und Geschäftsführer von Gesamtmetall
- Reinhard M. Hübner (* 1937), römisch-katholischer Theologe
- Ben Muthofer (1937–2020), bildender Künstler
- Michael Badura (* 1938), Künstler und emeritierter Hochschullehrer
- Bernhard Koßmann (* 1938), deutscher Literaturwissenschaftler, Bibliothekar und Archivar
- Peter Dietrich Rath (* 1938), Präsident des deutschen Automobilclubs Kraftfahrer-Schutz
- Ulrich von Bock (* 1939), deutscher Schauspieler
- Leo Janischowsky (* 1939), Glasmaler und Bildhauer
- Herbert Labusga (* 1939), Maler und Bildhauer
- Jürgen Bandura (1940–2018), deutscher Fußballspieler
- Andreas Kleinert (* 1940), Wissenschaftshistoriker und Hochschullehrer
- Hans-Jürgen Pandel (* 1940), deutscher Historiker
- Christian Adam (1941–2021), Künstler
- Hans Dieler (* 1941), deutscher Unternehmer
- Hans Kraus-Hübner, Künstlername Art Forland (* 1941), Komponist
- Winfried Lampert (1941–2021), Biologe und Hochschullehrer
- Gunther Pohl (* 1941), deutscher Flötist und Professor für Flöte
- Bernhard Kurpiers (1942–2019), Politiker (CDU)
- Norbert Schwientek (1942–2011), Schauspieler
- Eberhard Urban (1942–2019), Autor, Journalist und Ausstellungsmacher
- Bernhard Badura (* 1943), deutscher Soziologe
- Wolfgang Henning (1943–2007), deutscher Fußballschiedsrichter
- Eckart Klein (* 1943), Jurist und Hochschullehrer
- Ekkehard Martens (* 1943), deutscher Philosoph
- Falk Oesterheld (* 1943), deutscher politischer Beamter
- Hans-Jürgen Raben (1943–2023), deutscher Autor
- Bernd-Uwe Jahn (1944–2019), Jurist und administrativer Direktor nationaler und internationaler Forschungseinrichtungen

## In Opole geborene Persönlichkeiten

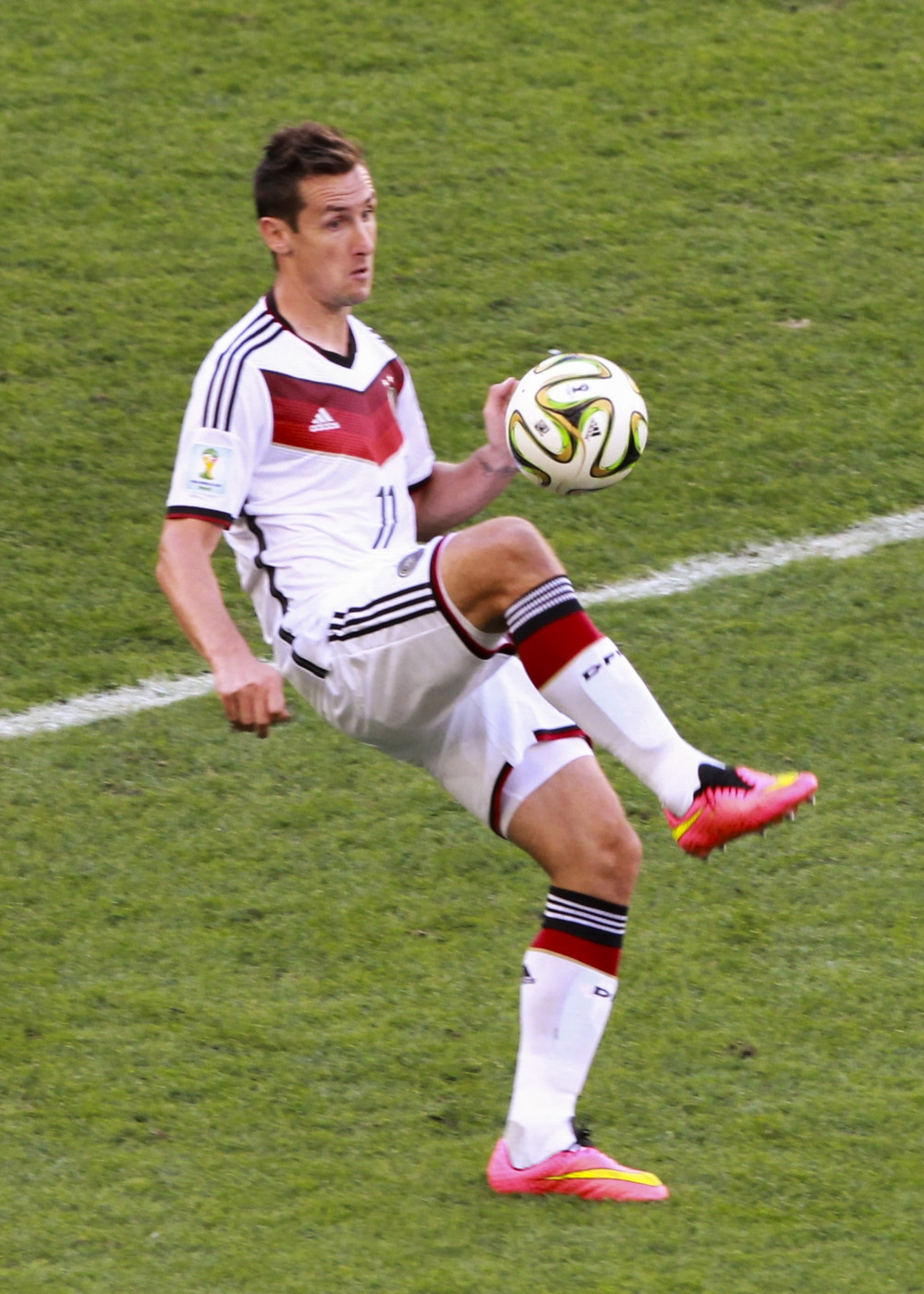
Miroslav Klose

### 1945 bis 2000
- Chester Marcol (* 1949), American-Football-Spieler
- Peter Jaskola (* 1952), katholischer Priester und Professor der Theologie
- Joachim Zeller (1952–2023), deutscher Politiker (CDU), Bezirksbürgermeister von Berlin-Mitte, Mitglied des Europäischen Parlaments
- Joachim Galuska (* 1954), deutscher Psychiater, Psychotherapeut und Unternehmer
- Ewa Wencel (* 1955), Schauspielerin
- Ryszard Wójcik (* 1956), Fußballschiedsrichter
- Danuta Jazłowiecka (* 1957), Politikerin (PO)
- Piotr Jabłkowski (* 1958), Fechter
- Wiesław Błach (* 1962), Judoka
- Grzegorz Schetyna (* 1963), Politiker
- Katarzyna Krasowska (* 1968), Badmintonspielerin
- Tomasz Różycki (* 1970), Lyriker und Übersetzer
- Anna Brzezińska (* 1971), Schriftstellerin
- Piotr Przybecki (* 1972), Handballspieler
- Robert Niestroj (* 1974), Fußballspieler
- Rafał Bartek (* 1977), Politiker der deutschen Minderheit
- Miroslav Klose (* 1978), Fußballspieler, Fußballweltmeister und WM-Rekordtorschütze
- Claudius Weber (* 1978), Fußballspieler
- Matthias Nawrat (* 1979), Schriftsteller
- Julia Krynke (* 1979), Schauspielerin
- Adriane Wachholz (* 1979), Künstlerin
- Aleksander Polaczek (* 1980), Eishockeyspieler bei den Augsburger Panther
- Jacek Morajko (* 1981), Radrennfahrer
- Karolina Wydra (* 1981), US-amerikanische Schauspielerin
- Jakub Ćwiek (* 1982), Fantasy-Schriftsteller
- Rafał Wodniok (* 1982), deutsch-polnischer Fußballspieler
- Olivia Anna Livki (* 1984), deutsche Sängerin
- Krzysztof Szramiak (* 1984), Gewichtheber und Olympionike
- Patryk Jaki (* 1985), Politiker, Vizejustizminister
- Łukasz Tusk (* 1985), Abgeordneter des Sejm
- Adam Malcher (* 1986), Handballtorwart
- Remigiusz Mróz (* 1987), Schriftsteller und Jurist
- Przemysław Trytko (* 1987), Fußballspieler, derzeit bei FK Atyrau
- Ilona Witkowska (* 1987), Dichterin
- Katharina Woschek (* 1988), deutsche Schauspielerin
- Arkadiusz Kostek (* 1994), Eishockeyspieler
- Maksymilian Szuber (* 2002), Eishockeyspieler
- Filip Rak (* 2003),  Mittelstreckenläufer

## Weitere mit der Stadt verbundene Persönlichkeiten

### Bis 1800

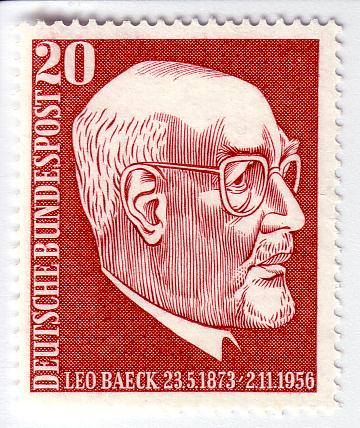
Leo Baeck

- Mieszko I. (1132/1146–1211), Herzog von Oppeln
- Kasimir I. (Oppeln-Ratibor) (1178–1230), Herzog von Oppeln
- Wladislaus I. (Oppeln-Ratibor) (um 1225–1281), Herzog von Oppeln
- Bolko I. (Oppeln) (1254–1313), Herzog von Oppeln
- Peregrinus von Ratibor (um 1260–nach 1333), schlesischer Dominikaner, Mitbegründer des Dominikanerklosters in Oppeln
- Graf Mrotsek († nach 1263), Adliger, Palatin in Oppeln
- Peter von Oppeln (?–1375), Stiftspropst von Oppeln
- Bolko III. (Oppeln) (um 1330–1382), Herzog von Oppeln
- Johann I. (1360/64–1421), Herzog von Oppeln
- Bolko IV. (Oppeln) (1363/67–1437), Herzog von Oppeln
- Bolko V. (Oppeln) (um 1400–1460), Herzog von Oppeln
- Nikolaus I. (Oppeln) (um 1420–1476), Herzog von Oppeln
- Latzek von Krawarn (1374–1408), Bischof von Olmütz, Kanoniker in Oppeln
- Johann II. (Oppeln-Ratibor) (1460–1532), Herzog von Oppeln
- Wojciech Dembołęcki (1585–1645/47), polnischer Komponist und katholischer Ordensgeistlicher, lebte in Oppeln
- Johannes Kuben (1697–1770), katholischer Geistlicher und Maler, lebte und verstarb in Oppeln
- Michael Karl von Althann (1702–1756), katholischer Geistlicher, Erzpriester von Oppeln
- Johann Heinrich von Carmer (1720–1801), preußischer Justizreformer, Regierungsrat in Oppeln
- Christian Friedrich von Braunschweig (1720–1787), preußischer Offizier, verstarb in Oppeln
- Johann Gottlieb Wilhelm von Manstein (1729–1800), preußischer General, verstarb in Oppeln
- Theodor Gottlieb von Hippel der Jüngere (1775–1843), von 1823 bis 1837 Regierungspräsident in Oppeln
- Friedrich von Heyden (1789–1851), Schriftsteller und nach 1815 bis 1826 Regierungsmitglied in Oppeln; lernte hier seine künftige Ehefrau Friederike von Hippel (1807–1865) kennen
- Friedrich Wilhelm von Dunker (1791–1868), preußischer Generalleutnant, Oppelner Postmeister
- Carl Ignaz Lorinser (1796–1853), Mediziner, Regierungs- und Medizinalrat sowie Direktor der Hebammenlehranstalt in der Stadt

### 1801 bis 1900
- Carl Fuchs, deutscher Jurist, Land- und Stadtgerichtsdirektor in Oppeln
- Carl Julius Adolph Hugo Hoffmann (1801–1843), deutsch-schlesischer Kirchenmusiker und Komponist, wirkte in Oppeln
- August Stapel (1801–1871), deutscher Architekt, Oppelner Regierungsbaumeister
- Karl Uschner (1802–1876), deutscher Dichter, verstarb in Oppeln
- Georg von Viebahn (1802–1871), Regierungspräsident von Oberschlesien in Oppeln, verstarb in Oppeln
- Moritz Brosig (1815–1887), deutscher Komponist, Mitbegründer des „Schlesischen Cäcilien-Vereins“ in Oppeln
- Hermann Gleich (1815–1900), Weihbischof in und Kapitularvikar von Breslau, Fürstbischöflicher Kommissar in Oppeln
- Ernst Wahner (1821–1908), Gymnasialprofessor am königlichen katholischen Gymnasium
- Salomon Cohn (1822–1902), Rabbiner in Oppeln
- Wilhelm von König (1833–1904), preußischer Politiker, Regierungsassessor in Oppeln
- Paul Wachler (1834–1912), Unternehmer, Gründungsmitglied der Handelskammer in Oppeln
- Ludwig Wachler, deutscher Richter, Staatsanwalt in Oppeln
- Joseph Cytronowski (1839–1908), katholischer Geistlicher, Oberkaplan in Oppeln
- Paul Kleinert (1839–1920), protestantischer Theologe, Diakon in Oppeln
- Max von Beseler (1841–1921), preußischer Staats- und Justizminister, Präsident des Landgerichts in Oppeln
- Karl Dziatzko (1842–1903), deutscher Bibliothekar, Lehrer am Gymnasium zu Oppeln
- Wilhelm Muttray (1850–1922), Wasserbaudirektor, 1884 Leiter des Wehr- und Schleusenbaus in Oppeln
- Adolf Wermuth (1855–1927), deutscher Jurist und Verwaltungsbeamter, Amtsrichter in Oppeln
- Joseph Bitta (1856–1932), deutscher Politiker, Mitglied Plenum der Handelskammer Oppeln
- Walter Ernst (1857–1928), deutscher Verwaltungsjurist, Amtsrichter in Oppeln
- Paul Baumm (1860–1936), deutscher Arzt, Direktor der Oppelner Hebammenlehranstalt
- Edmund Huyke (1864–1923), deutscher Reichsgerichtsrat, Amtsrichter und Landrichter in Oppeln
- Elisabeth Grabowski (1864–1929), oberschlesische Schriftstellerin, verstarb in Oppeln
- Max Glauer (1867–1935), Fotograf, besaß sein Fotostudio in der Krakauer Straße 34a, verstarb in Oppeln

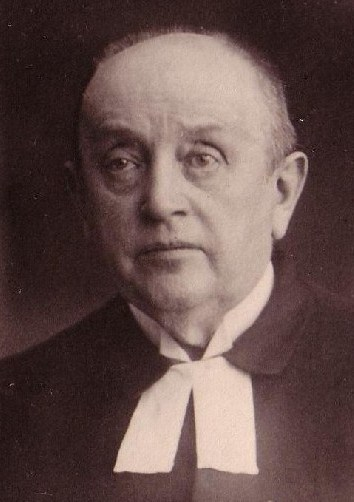
Felix von Dobschütz

- Felix von Dobschütz (1867–1936), Pastor an der evangelischen Stadtpfarrkirche zu Oppeln
- Hermann Vogelstein (1870–1942), Rabbiner in Oppeln
- Eduard Jüngerich (1872–1935), Architekt und Stadtplaner, Stadtbaurat in Oppeln (1908–1913)
- Leo Baeck (1873–1956), 1897–1907 Rabbiner in der Neuen Synagoge; in Oppeln entstand sein Hauptwerk Das Wesen des Judentums
- Bernhard Averbeck (1874–1930), deutscher Jurist und Industrie-Manager, Mitglied des Aufsichtsrates der Schlesische Portland-Cement-Industrie AG in Oppeln
- David Braunschweiger (1875–1928), wirkte von 1917 bis 1928 als Rabbiner in Oppeln.[1]
- August Grunau (1881–1931), deutscher Gewerkschafter, verstarb in Oppeln
- Felix Goldmann (1882–1934), Rabbiner in Oppeln
- Friedrich von Zitzewitz (1887–1940), deutscher Verwaltungsbeamter, Regierungsrat in Oppeln
- Michael Graf von Matuschka (1888–1944), deutscher Verwaltungsbeamter und Widerstandskämpfer, Landrat des Kreises Oppelns
- Eduard Profittlich (1890–1942), deutscher Jesuit, Volksmissionar, Exerzitienmeister und Prediger in Oppeln
- Waldemar Ossowski (1880–1959), Polizeipräsident im Regierungsbezirk Oppeln (1929–1933)
- Hans Mehrtens (1892–1976), deutscher Architekt und Hochschullehrer, Mitarbeiter Oberschlesische Wohnungs- und Siedlungsfürsorge in Oppeln
- Johannes Slawik (1892–1969), deutscher Landwirt und Politiker, Landesbauernführer der Landesbauernschaft Oberschlesien in Oppeln
- Georg Horstmann (1894–1940), Polizeipräsident von Oppeln (1932–1933)
- Franz Zdralek (1894–1970), Jurist und Politiker (Deutsche Zentrumspartei, SPD), Geschäftsführer der Baustoff GmbH und Stadtkämmerer in Oppeln
- Franciszek Jop (1897–1976), Bischof von Opole
- Friedrich Hueter (1897–1967), Regierungsrat in Oppeln
- Roman Chwalek (1898–1974), deutscher Gewerkschaftsfunktionär und Politiker, Mitglied des Bezirksbetriebsrates der Reichsbahndirektion Oppeln
- Ernst Biberstein (1899–1986), SS-Obersturmbannführer und evangelischer Theologe, Chef der Gestapostelle Oppeln
- Konrad Mälzig (1900–1981), deutscher Volkswirt, Präsident der Oppelner Industrie- und Handelskammer
- Emanuel Schäfer (1900–1974), deutscher Jurist, Leiter der Staatspolizeistelle (Stapo) Oppeln

### 1901 bis heute

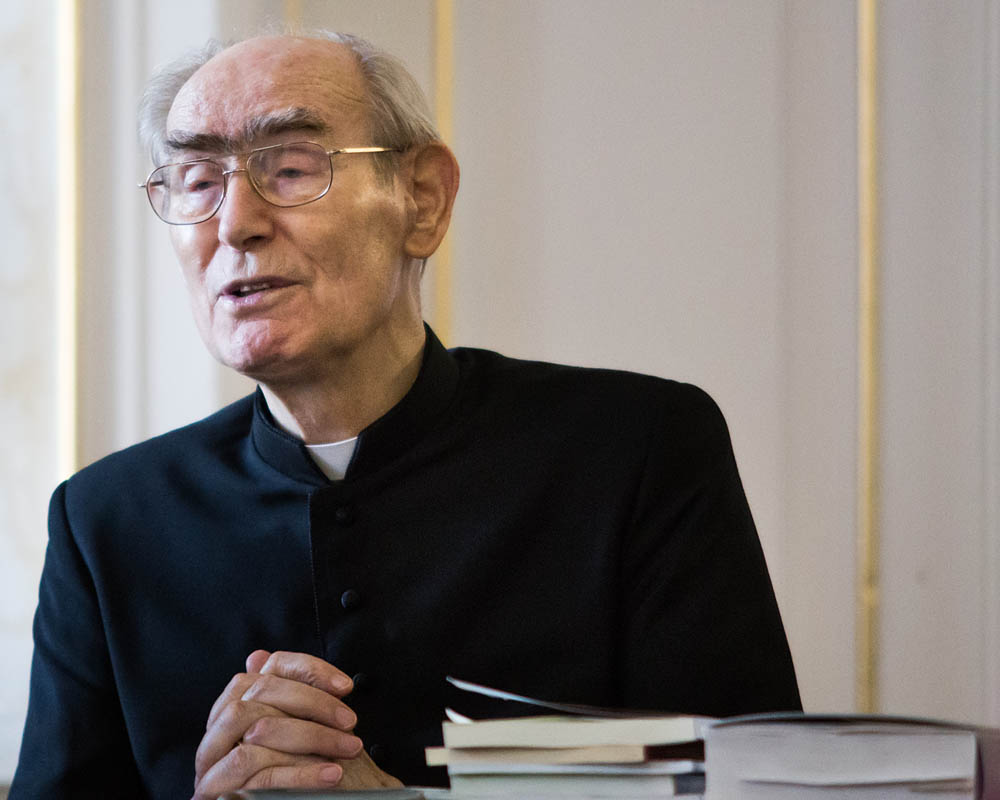
Alfons Nossol

- Kurt Riedel (1903–1945/1965), deutscher Polizeibeamter und SS-Führer, Gestapochef an der Stapostelle in Oppeln
- Johannes Rothkegel (1905–1994), deutscher Glasmaler, besaß eine Werkstatt in Oppeln
- Franz Waxman (1906–1967), Filmkomponist, Dirigent und Arrangeur, verbrachte seine Kindheit in Oppeln
- Alfred Schneider (1907–1994), deutscher Jurist, Amtsgerichtsrat in Oppeln
- Joachim Deumling (1910–2007), deutscher Jurist und SS-Führer in Oppeln
- Georg Thomalla (1915–1999), deutscher Schauspieler, lebte zeitweise in Oppeln
- Kurt Hubert Vieth (1916–1993), deutscher Architekt und Baubeamter, Leiter des Bauamtes in Oppeln
- Lieselotte Peter (1917–2000), Leichtathletin, bis 1941 beim Post SV Oppeln
- Rudolf Halaczinsky (1920–1999), deutscher Komponist und Maler, lebte zeitweise in Oppeln
- Jan Bagiński (1932–2019), römisch-katholischer Weihbischof von Oppeln
- Alfons Nossol (* 1932), emeritierter Bischof von Oppeln
- Herbert Labusga (* 1939), Maler und Bildhauer
- Jerzy Buzek (* 1940), polnischer Politiker, ehemaliger Professor der Technischen Universität Opole
- Piotr Jaskóła (* 1952), polnischer katholischer Priester und Professor der Theologie der Universität Opole[2]
- Artur Klose (* 1971), deutscher Künstler, Kurator und Buchautor, der in Oppeln das Lyzeum für Bildende Künste besuchte
- Michał Bajor (* 1957), polnischer Schauspieler und Chansonnier, lebte zeitweise in Oppeln
- Sławomir Kłosowski (* 1964), polnischer Politiker, Mitglieder des Stadtrates von Oppeln
- Adam Kępiński (* 1975), polnischer Politiker, studierte in Oppeln
- David Zabolotny (* 1994), deutsch-polnischer Eishockeytorwart, wuchs in Oppeln auf

## Absolventen des Gymnasiums in Oppeln
- Julius Landsberger (1821–1894), schlesischer Rabbiner
- Franz Münzer (1823–1893), deutscher katholischer Geistlicher und Politiker
- Heinrich Beer (1829–1926), deutscher Richter
- Karl Richter (1829–1893), Montanindustrieller
- Carl Gustav Thilo (1829–1885), deutscher Jurist und Mitglied des Deutschen Reichstags
- Wilhelm Alexander Freund (1833–1917), deutscher Gynäkologe und Geburtshelfer
- Siegfried Mühsam (1838–1915), deutscher Apotheker und Chemiker
- Georg von Viebahn (1840–1915), preußischer Generalleutnant und Evangelist
- Joseph Faltin (1852–1933), deutscher Jurist
- Waldemar Hellmich (1880–1949), deutscher Ingenieur
- Eberhard von Garnier (1881–1939), deutscher Vermögensverwalter, Bankmanager und Verbandsfunktionär
- Jutta Osten (1918–2009), deutsche Kunstlehrerin
- Hermann Heckmann (1925–2016), deutscher Architekt